# Whitby

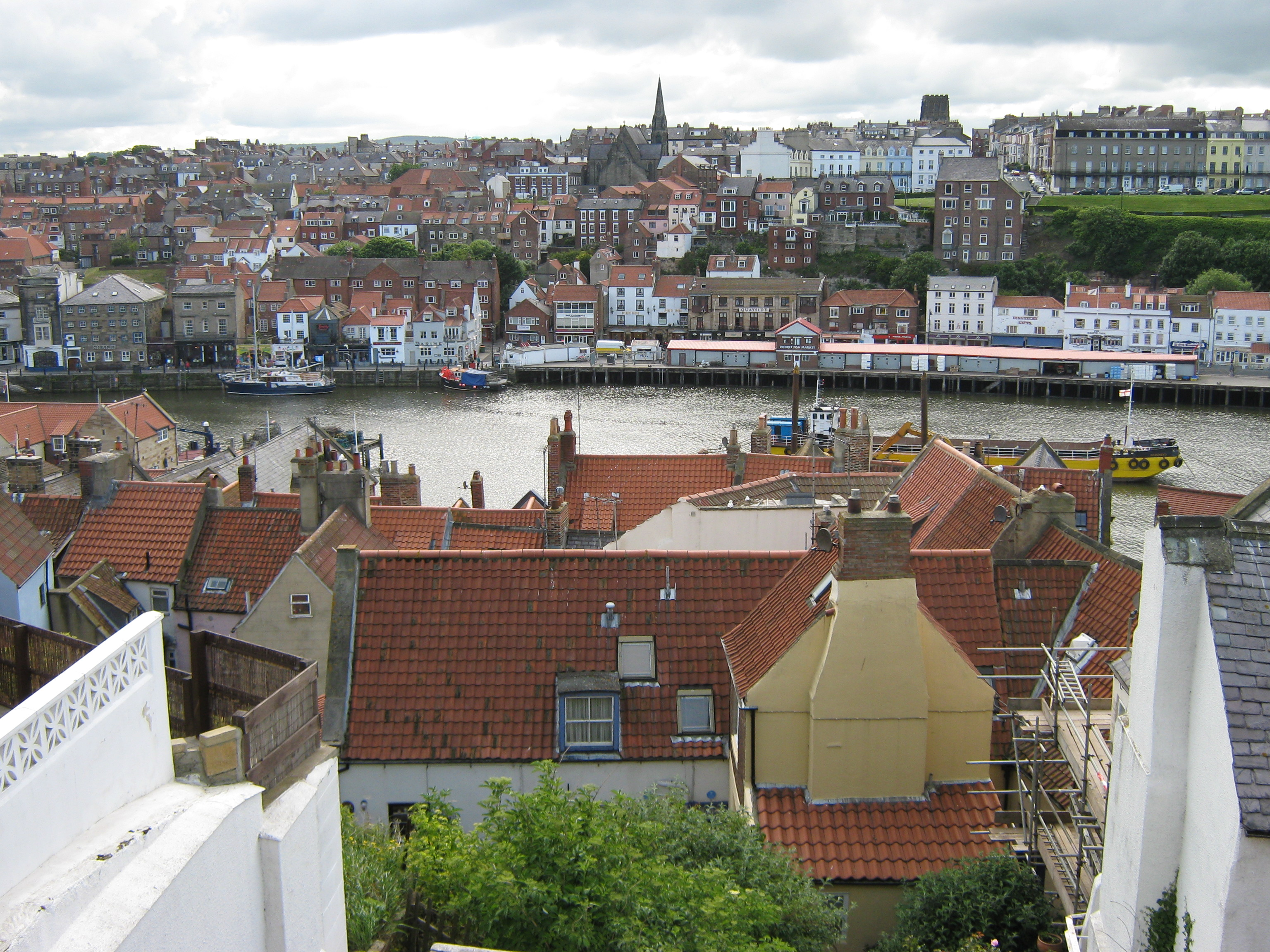
El río Esk en Whitby

Whitby es una ciudad situada en la costa del nordeste de Inglaterra, en la provincia  (district) de Scarborough, Yorkshire del Norte. Recibe el mismo nombre de "Whitby" la parroquia civil a la que pertenece, que según el censo que se hizo en 2001, tenía entonces 13 594 habitantes. La ciudad está a 76 km de la de York, y se extiende por ambas riberas de la desembocadura del río Esk, a lo largo del estrecho valle excavado por él. En esa latitud, la costa oriental inglesa cede la entrada al mar del Norte, de manera que la ciudad de Whitby,  más que al levante marino, mira al septentrión.
La economía actual de Whitby se basa en la pesca y el turismo. En el ámbito público, la comunicación con el resto de Yorkshire y todo el nordeste de Inglaterra se lleva a cabo mediante el ferrocarril y las líneas de autobuses. Whitby ha sido escenario de diversas historias de cine y de televisión, y de obras literarias como Drácula, de Bram Stoker, la más famosa de todas ellas.

## Los fósiles de Whitby
En el área de Whitby, se han hallado muchos fósiles, entre ellos, esqueletos enteros de pterodáctilos. Whitby es conocido por sus fósiles de amonites, bien conservados, que pueden encontrarse en la orilla del mar o ser comprados en los puestos y en las tiendas de la ciudad. 
En el escudo municipal de la ciudad, figuran tres amonites verdes, cada uno con una cabeza tallada, como si fueran serpientes de piedra. Los amonites labrados así se vendían antes en Whitby como recuerdo religioso, en memoria de santa Hilda de Whitby.

### El azabache de Whitby

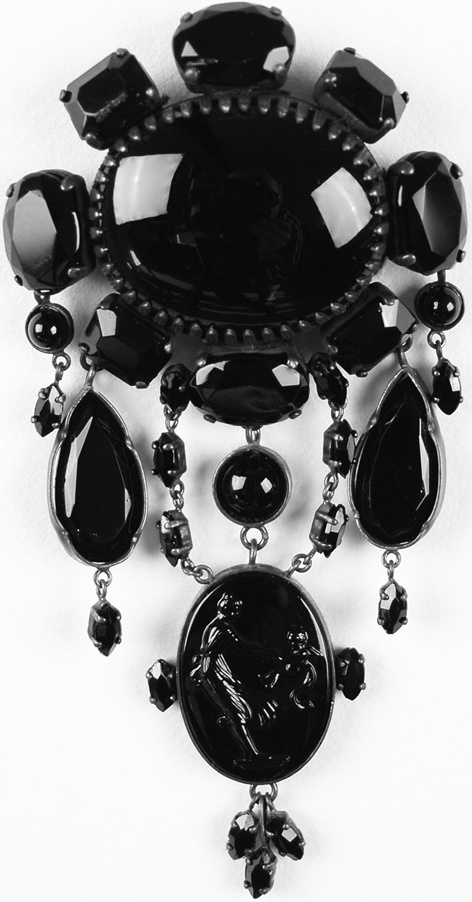
Joyería luctuosa de azabache

Ese material negro, el azabache, es el resto fósil de los bosques del pasado remoto, y en Whitby se halla en los acantilados. Se ha usado desde la Edad del Bronce para la confección de cuentas y otras piezas de joyería. Ya lo extraían en grandes cantidades los romanos, pero alcanzó su máxima demanda a mediados del siglo XIX, al verse a la reina Victoria de Inglaterra lucirlo entre su joyas de luto. 
El museo de historia local de Whitby custodia una vasta colección de azabache junto con información sobre la historia arqueológica y social de esta gema orgánica.

## Historia

### Orígenes: Whitby en laAlta Edad Media
En el año 655, hallándose combatiendo Oswiu, el rey cristiano de Nortumbria, contra Penda, el rey de Mercia, que contaba con fuerzas superiores, pidió el primero a Dios que le procurase la victoria y le prometió a cambio poner a su servicio a su hija Ælflæda y dedicar tierras a la construcción de monasterios. Penda y la mayor parte de sus nobles murieron en la batalla, y en cumplimiento de su promesa, Oswiu dispuso doce pequeñas fincas en las que se erigirían sendos monasterios. Cada una de esas fincas hubiera bastado para alimentar a dos soldados en tiempo de guerra. 

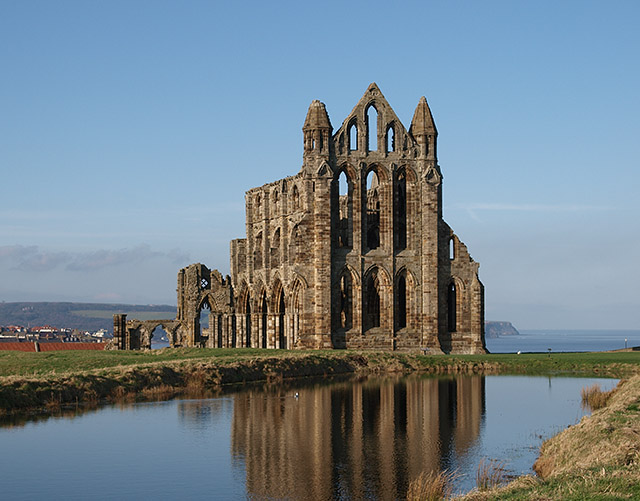
Abadía de Whitby

Uno de tales monasterios fue fundado en el año 656 o 657 en la finca de Streanæshealh (Streonshal en  anglosajón), y sería conocido después como la abadía de Whitby. Allí ingresó como novicia Ælflæda, que más tarde se convertiría en la abadesa, pero la primera fue  Hilda, que llegaría a ser venerada como santa. Con ella, la institución llegó a ser un importante centro de estudio. Se dice que allí vivió durante un tiempo Cædmon, cuya poesía es uno de los primeros ejemplos de literatura anglosajona. La abadía fue la principal de Deira, y en ella descansarían los restos de su familia real. 
El Sínodo de Whitby, celebrado en el monasterio en el año 664, estableció como fecha de la Pascua de Resurrección la romana, que sustituyó a la observada hasta entonces, que era la acostumbrada en el cristianismo insular. Esta decisión del sínodo afectaría a toda Nortumbria.
En el año 867, desembarcaron los vikingos daneses en Raven's Hill (el Cerro del Cuervo), un punto situado dos millas (3,2 km) al oeste de Whitby. Emprendieron el asedio al monasterio y llegaron a destruirlo. 
Tras la conquista normanda de Inglaterra, llevada a cabo en 1066, William de Percy mandó en 1078 reconstruir la abadía y dedicarla a San Pedro y a Santa Hilda.  
Más tarde recibiría el nombre de Presteby ("Casar de los clérigos" en nórdico antiguo), después Hwytby y por último Whiteby ("Caserío blanco", seguramente por las demás construcciones dependientes de la abadía), nombre este que se quedaría después en Whitby.

### Baja Edad Media y período Tudor

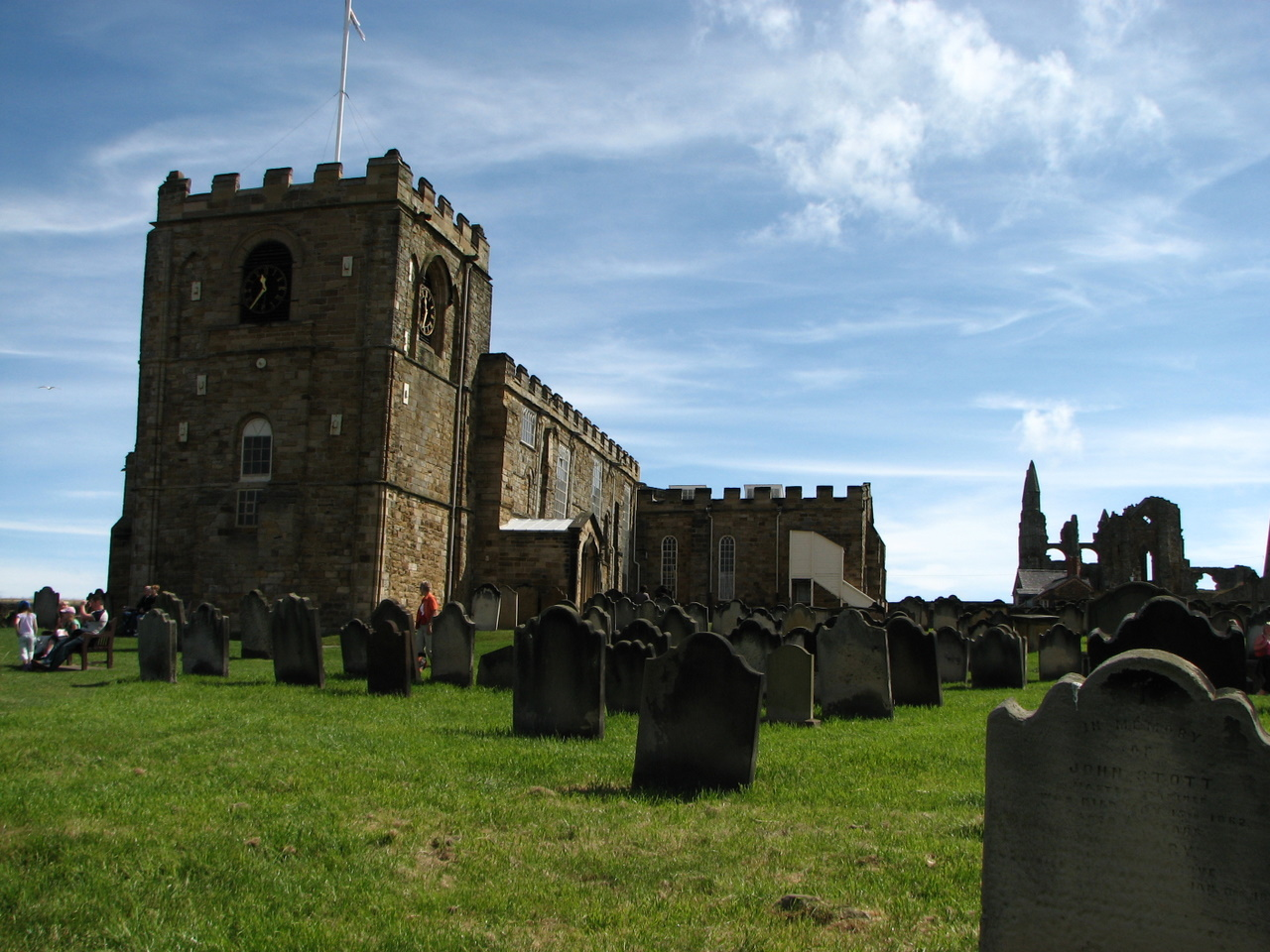
Iglesia de Santa María, con el cementerio al frente y la abadía al fondo

Según el Langdale's Yorkshire Dictionary (1822) y el Directory of the County of York de Baine (1823), en los tiempos del reinado de Isabel I de Inglaterra Whitby era todavía poco más que un pequeño puerto de pescadores. En 1540 contaba con unas veinte o treinta casas y unos doscientos habitantes. En ese mismo año, Enrique VIII suprimió las comunidades monásticas, incluida la abadía de Whitby.
A finales del siglo XVI, Thomas Chaloner, de York, viajó a Italia y visitó las minas de alumbre napolitano de los Estados Pontificios. Allí advirtió que las rocas de las que se extraía el alumbre eran iguales que otras que abundaban en la zona de Guisborough, en Yorkshire del Norte. En aquellos días, el alumbre era un producto muy importante que se empleaba para curtir el cuero, para fijar los tintes de los vestidos y para propósitos medicinales. Hasta entonces, el papado había mantenido en la práctica un monopolio de la producción y la venta de esa mercancía. A escondidas, Chaloner se llevó a Inglaterra a unos cuantos obreros italianos de las minas, y de esta manera desarrollaría en unos cuantos años una floreciente industria del alumbre en la región de Yorkshire. Se dice que este florecimiento contribuyó a abaratar el precio internacional del alumbre, por lo que, resultando lesivo para las arcas pontificias, Chaloner acabaría siendo excomulgado. El caso es que la importancia de Whitby, como puerto yorquino que era, aumentó considerablemente con el trasiego del alumbre y también el del carbón que se usaría para la producción de ese alumbre.

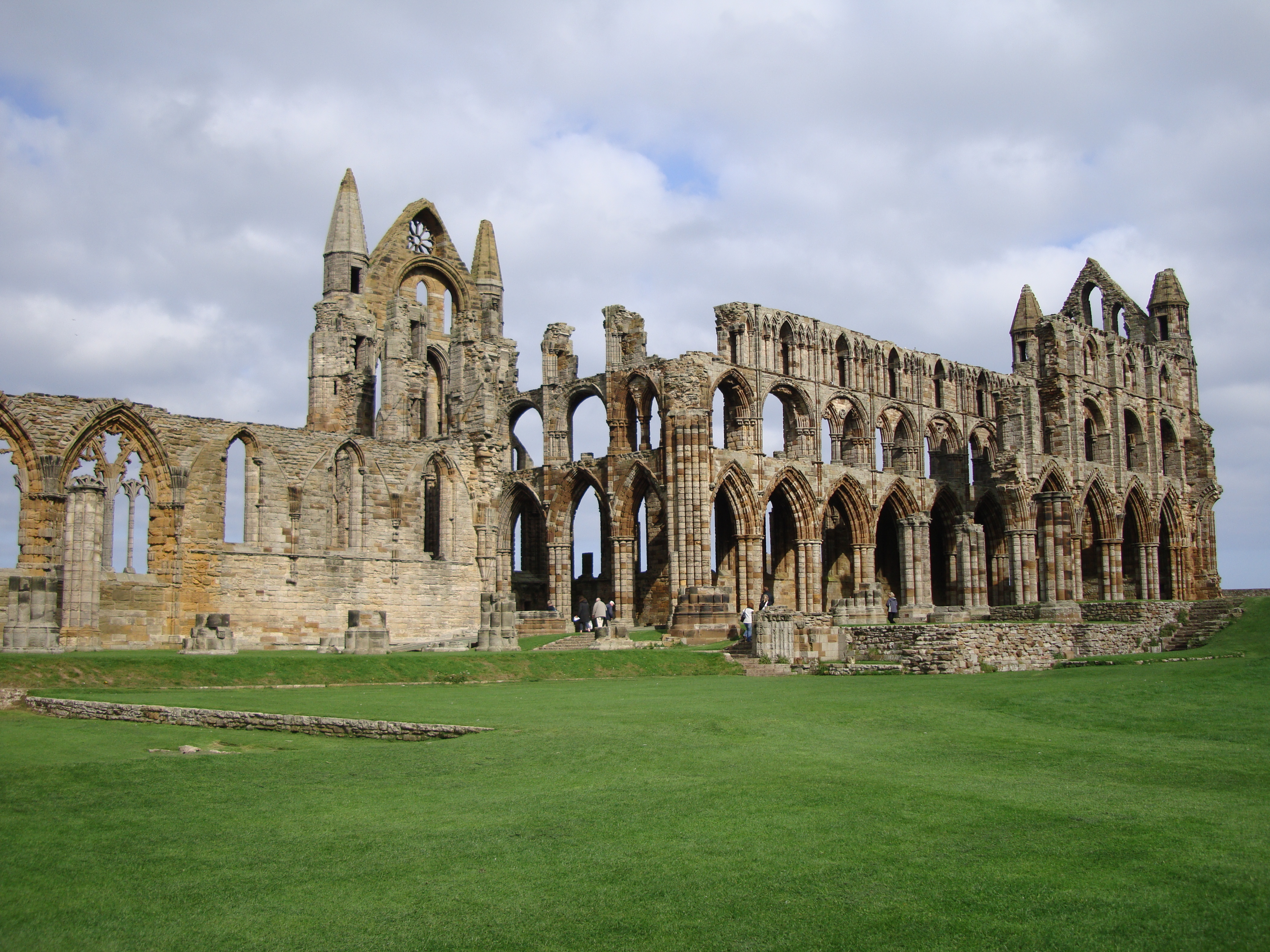
La abadía

Con el correr de los siglos, la ciudad iría creciendo hacia el interior y por el acantilado de poniente, mientras que el acantilado de levante (llamado a veces Haggerlythe, "El Pico de las Brujas") seguiría dominado por las ruinas abaciales y por la iglesia de Santa María, con su cementerio.

### A partir de 1605
En las cercanías de Whitby surgirían muchos centros de producción de alumbre: entre ellos y en 1615, Sandsend (hoy, Sandsend Ness), a solo 5 km de la ciudad. Con el alumbre más el carbón usado en su producción, la ciudad fue prosperando, gracias también a los astilleros, que se abastecían con la madera de roble local. 

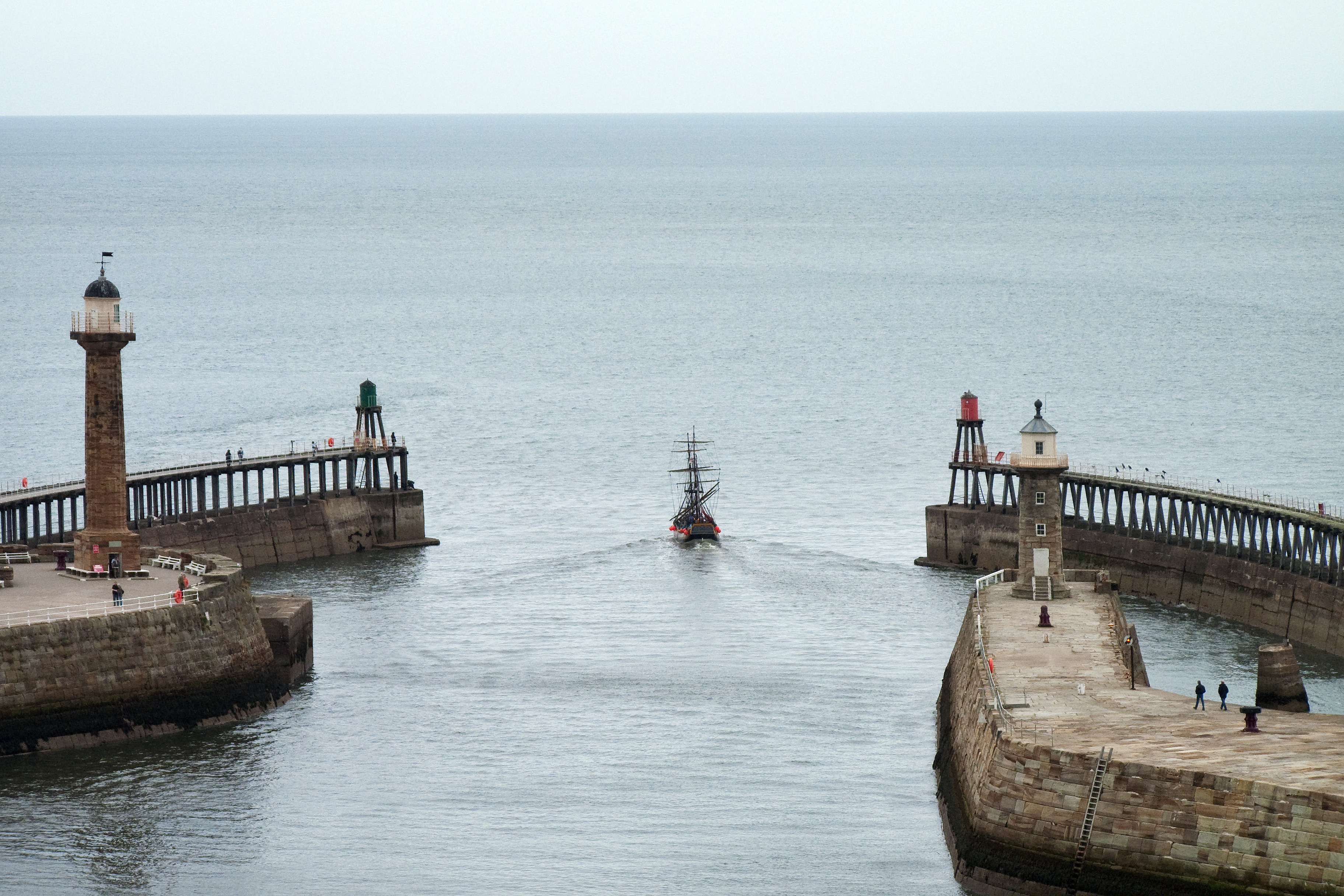
Embarcación saliendo del puerto de Whitby

El cobro de las tasas por las importaciones marítimas propició la construcción de los dos muelles gemelos de Whitby, mejora ésta del puerto que traería mayores beneficios. En 1753 zarpó el primer barco ballenero con destino a Groenlandia, lo que fue el comienzo de una nueva fase de desarrollo: hacia 1795, Whitby se habría convertido en un importante centro de la industria ballenera. En 1839, George Hudson hizo terminar la red ferroviaria de comunicación de Whitby con York y las ciudades de Yorkshire del Este, lo que se considera fundamental para el desarrollo de la industria del turismo. Hudson emprendió también la construcción del Royal Crescent en la ciudad de Bath, que tuvo que abandonar por falta de fondos.
En Whitby ocurrió el naufragio, fuera por embarrancamiento o por la explosión de una mina, del barco hospital Rohilla el 30 de octubre de 1914. El pecio es visible desde puntos de altura en la costa. Murieron 85 personas, y muchas de ellas fueron enterradas en el cementerio de la iglesia. 
En ese mismo año, durante el último ataque a la costa de Yorkshire por parte de la Armada Imperial Alemana, la ciudad fue bombardeada por los cruceros de batalla SMS Von der Tann y SMS Derfflinger, que buscaban dañar el puesto de señales del promontorio y que habían atacado también las ciudades de Scarborough y Hartlepool. A pesar de que el bombardeo duró sólo unos diez minutos, la abadía sufrió daños de importancia. La flota alemana consiguió eludir el intento de captura por parte de la Marina Real Inglesa, que aduciría después una pobreza de señales y escasa visibilidad.

## Whitby y la literatura
Storm Jameson (Margaret Storm Jameson: 8 de enero de 1891-30 de septiembre de 1986) fue una escritora, sobre todo novelista, y crítica literaria nacida en Whitby, aunque estudiaría en la Universidad de Leeds y pasaría la mayor parte de su vida en Londres.
Varias obras literarias de otros autores se desarrollan en Whitby por completo o en parte. Estas son algunas de ellas:

### Drácula
Buena parte de la novela Drácula, de Bram Stoker, se desarrolla en Whitby. Se describe en esta novela la llegada del conde a Inglaterra en una goleta rusa que parecía a la deriva, y cómo observaba la ya casi poseída Lucy desde el cementerio situado en la cima del acantilado de levante mientras se ocultaba el sol tras el promontorio de Kettleness, sin saber ella cuántos escalones había subido para llegar hasta allí (según la obra en ese momento los escalones solo llegaban a la iglesia aunque se deja caer que anteriormente llegaban a la abadía).
Sin embargo, la primera mención de la ciudad en dicha novela está en el inicio del sexto capítulo cuando Mina Murray llega a la estación de ferrocarril. Posteriormente, realiza una pormenorizada descripción de la ciudad.
Stoker, que veraneaba en Whitby, entre las distintas fuentes de inspiración de su obra, aprovechó el escenario que tenía a su alrededor, y también la tradición local: no era raro en Whitby que un barco llevado y traído por la tempestad chocase contra los escollos de la costa o embarrancase en la playa, como ocurre en la novela con la goleta rusa Démeter, de la que sale al instante de un salto un perro enorme y sube a toda velocidad el acantilado en dirección al cementerio. 
Otro elemento que le brindaría Whitby a Stoker es el sobrenombre "Dracul", que hallaría en una de sus lecturas en la biblioteca de la ciudad.

### Otras obras literarias
- "Caedmon's Song", de 1990. Novela de Peter Robinson, autor inglés afincado en Canadá.

- Posesión, de 1990. Novela de A. S. Byatt, autora inglesa que también se dedica a la poesía.

- "The Whitby Witches Trilogy". Novelas de Robin Jarvis, autor de literatura fantástica infantil. La trilogía bebe de la tradición local.

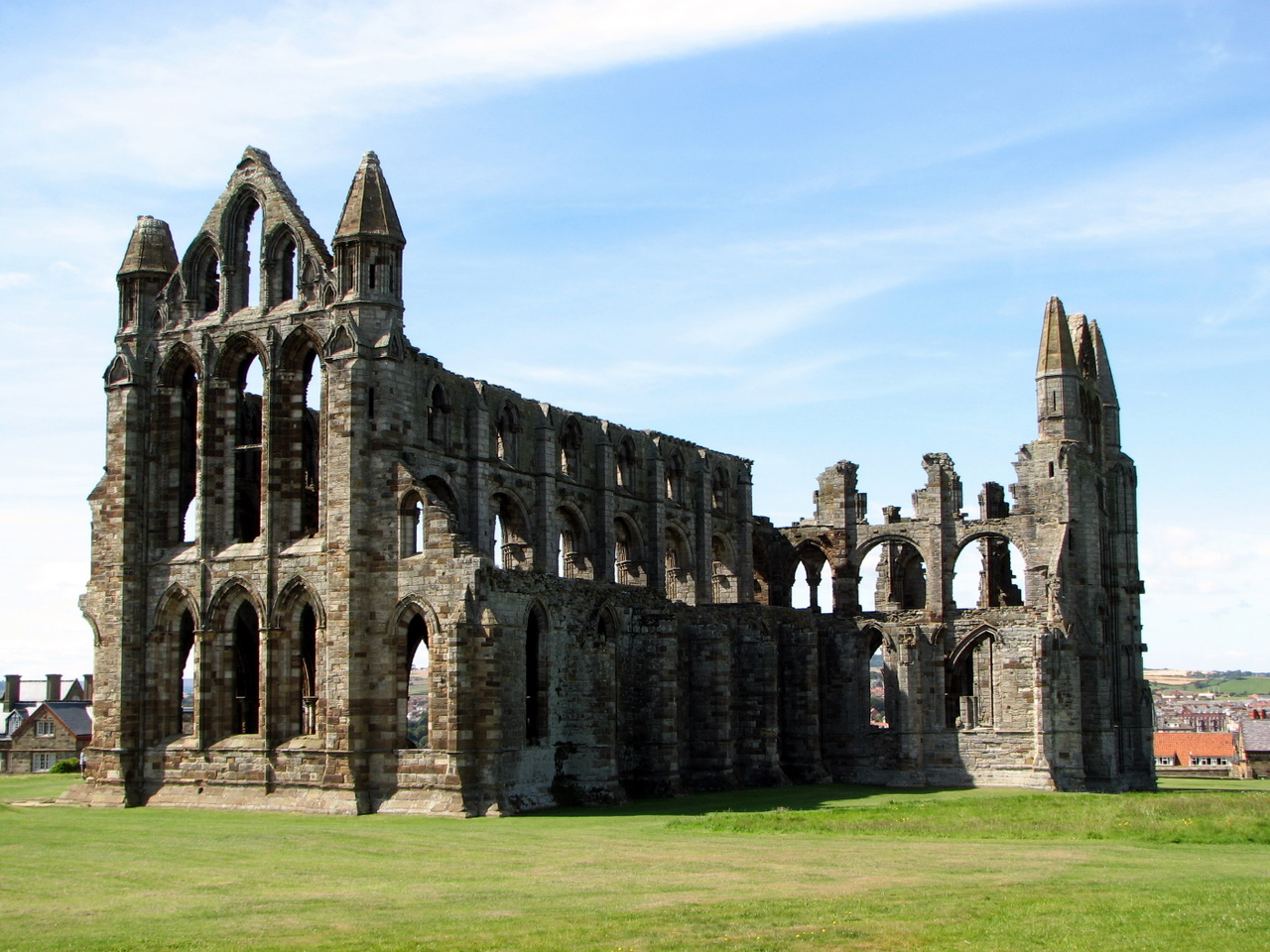
Abadía de Whitby

- 1. "The Whitby Witches", de 1991.
- 2. "A Warlock in Whitby", de 1992.
- 3. "The Whitby Child", de 1994.

- "Absolution by Murder", de 1994. Novela de Peter Tremayne (pseudónimo del escritor y novelista Peter Berresford Ellis), primera obra de la serie de corte policíaco de Sor Fidelma, situada durante el sínodo de Whitby, en el año 664 d. C.
- La serie de historias de Brenda y Effie, del autor inglés Paul Magrs:

- "Never the Bride", radionovela emitida en 1998 por la BBC Radio 4.
- "Never the Bride", publicada como novela en 2006.
- "Something Borrowed", de 2007. Novela.
- "Conjugal Rites", de 2008. Novela.
- "Never the Bride", de 2008. Versión larga emitida por la BBC 7.

- "The Resurrectionists", de 2000. Novela de la autora australiana Kim Wilkins.
- "The Hundred and Ninety-Nine Steps", de 2001. Novela de Michel Faber, autor neerlandés que escribe en inglés.
- "Fabulous Whitby", de 2008. Antología de historias fantásticas preparada por S. Thomason y la escritora inglesa de ciencia ficción Liz Williams.

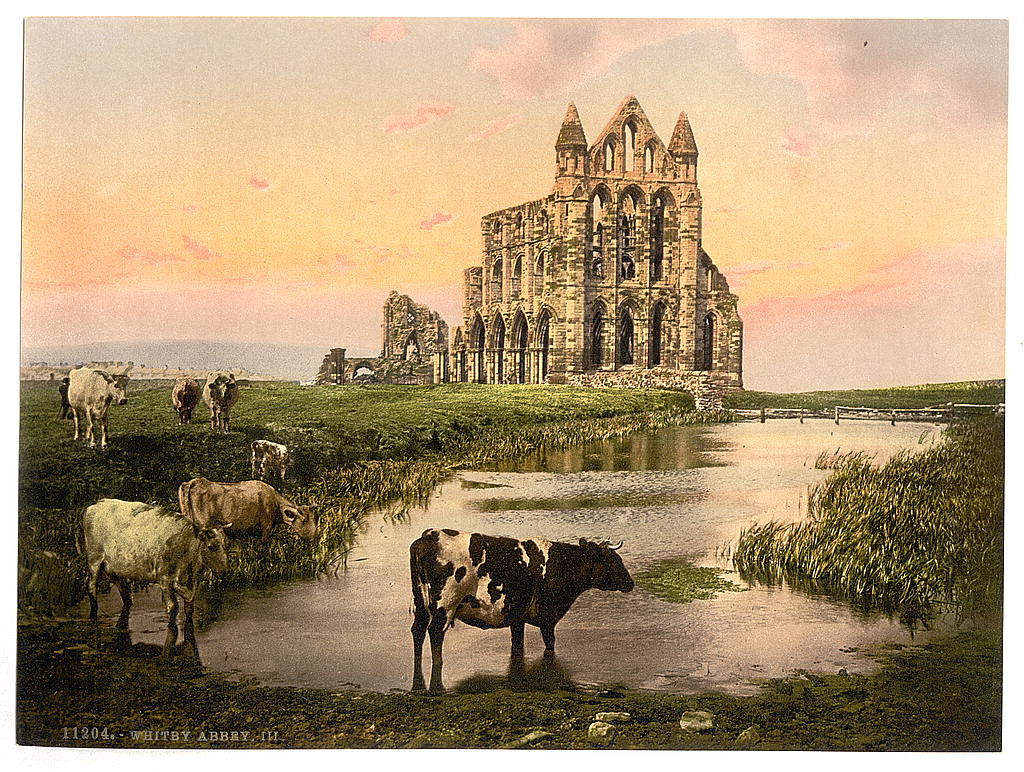
La abadía de Whitby vista desde el estanque

## La ciudad hoy en día

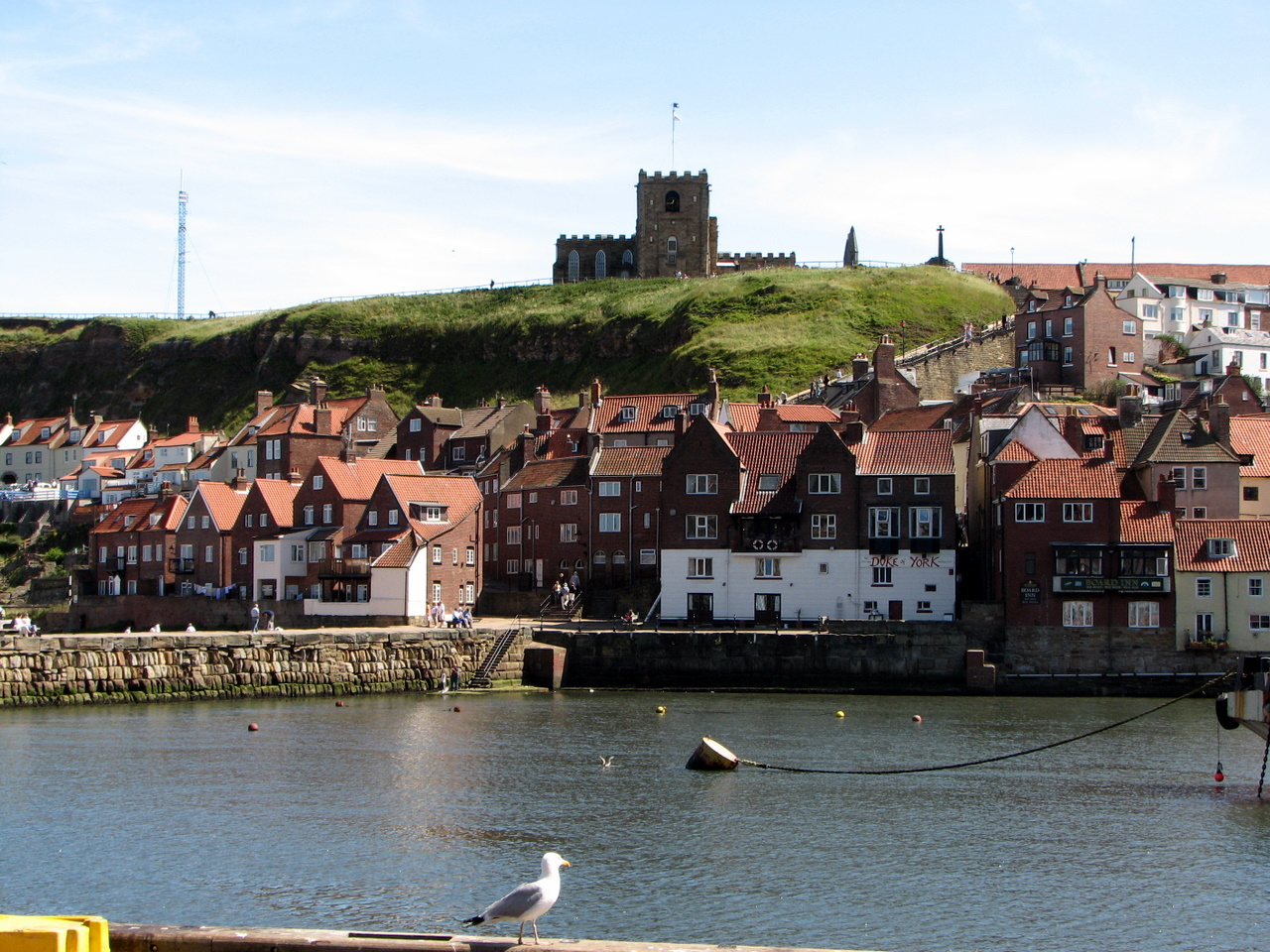
Vista desde el puerto

### El puerto
El moderno puerto de Whitby, lugar estratégico en la comunicación marítima con la Europa continental y con una cercanía a los países escandinavos muy adecuada, tiene capacidad para el manejo de un amplio abanico de mercancías, entre ellas grano, productos de acero, madera y potasa. Barcos con hasta 3000 toneladas de peso muerto o DWT, se atienden en los muelles, que tienen capacidad para cargar y descargar dos naves a la vez. En 2004, había 5000 m² de dársena destinados a la estiba de mercancías perdurables, y otros 1600 para almacén de las perecederas.
Cerca del puerto, junto a la oficina de información, hay una estatua de William Scoresby, el inventor de la cofa.[cita requerida]

### Comunicaciones terrestres

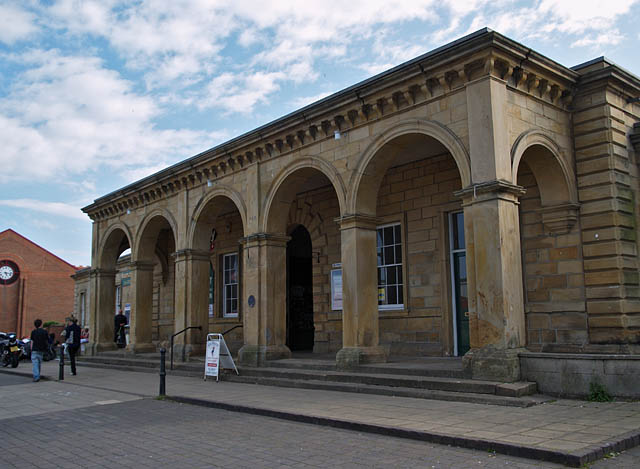
Estación ferroviaria de Whitby

La estación ferroviaria de Whitby es la terminal de la línea del Valle del Esk, que viene desde la estación de Middlesbrough, que era antes la terminal norte de la línea de Whitby, Pickering y York. La ciudad de Whitby cuenta también con la línea costera de autobús de Yorkshire (Yorkshire Coastliner), que lleva pasajeros a Leeds, Tadcaster, York, Scarborough, Bridlington, Pickering, Malton y otras muchas ciudades de Yorkshire; y con la de la compañía Arrival, que conecta Whitby con Scarborough y Middlesbrough.

### El acantilado de levante

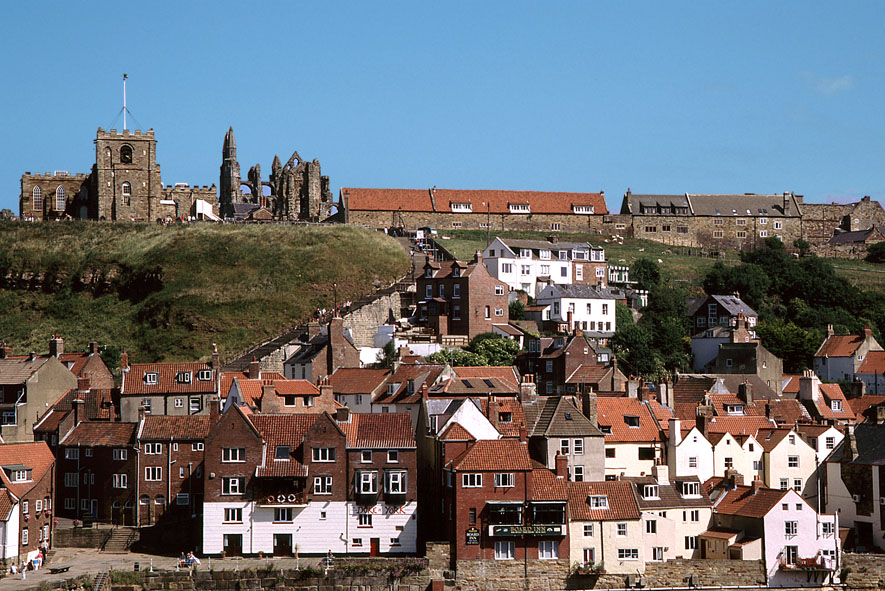
Vista con el acantilado al fondo

El camino que lleva a la abadía benedictina de Santa Hilda pasa al lado de lo que era el palacio de banquetes, que ha sido restaurado por el Patrimonio Nacional del Reino Unido (English Heritage) para convertirlo en museo de la abadía y de Whitby en general. La inauguración se llevó a cabo en 2002.
Como ese camino para subir al acantilado de levante es largo, muchas veces se hace uso de la escalera que llaman "la senda de Caedmon", la de los famosos 199 peldaños, en la que puede oírse a los turistas contándolos uno a uno. En 2005 se hizo la primera restauración seria de los 199 escalones del siglo XIX. Para financiarlo, se hizo que cada peldaño fuera apadrinado por un paisano o por un visitante con la aportación de mil libras esterlinas. Para celebrar la reparación, se ofició una misa en la iglesia de Santa María el domingo 1 de octubre del 2005. En recuerdo de la operación, cada escalón cuenta con un certificado con el nombre del padrino (o de la madrina); puede solicitarse el certificado en la misma iglesia.

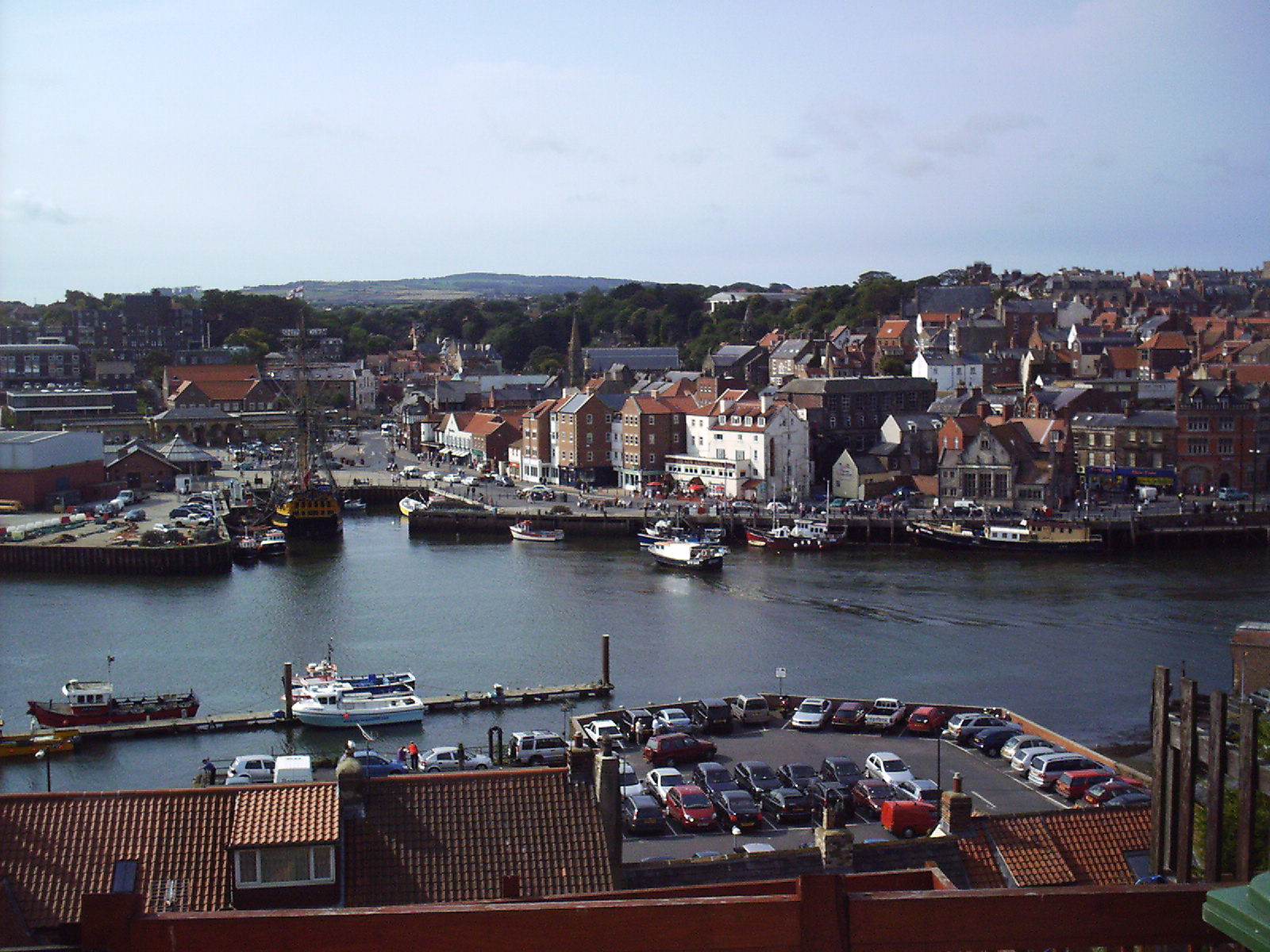
Vista desde el acantilado de Levante (East Cliff)

### El acantilado de poniente

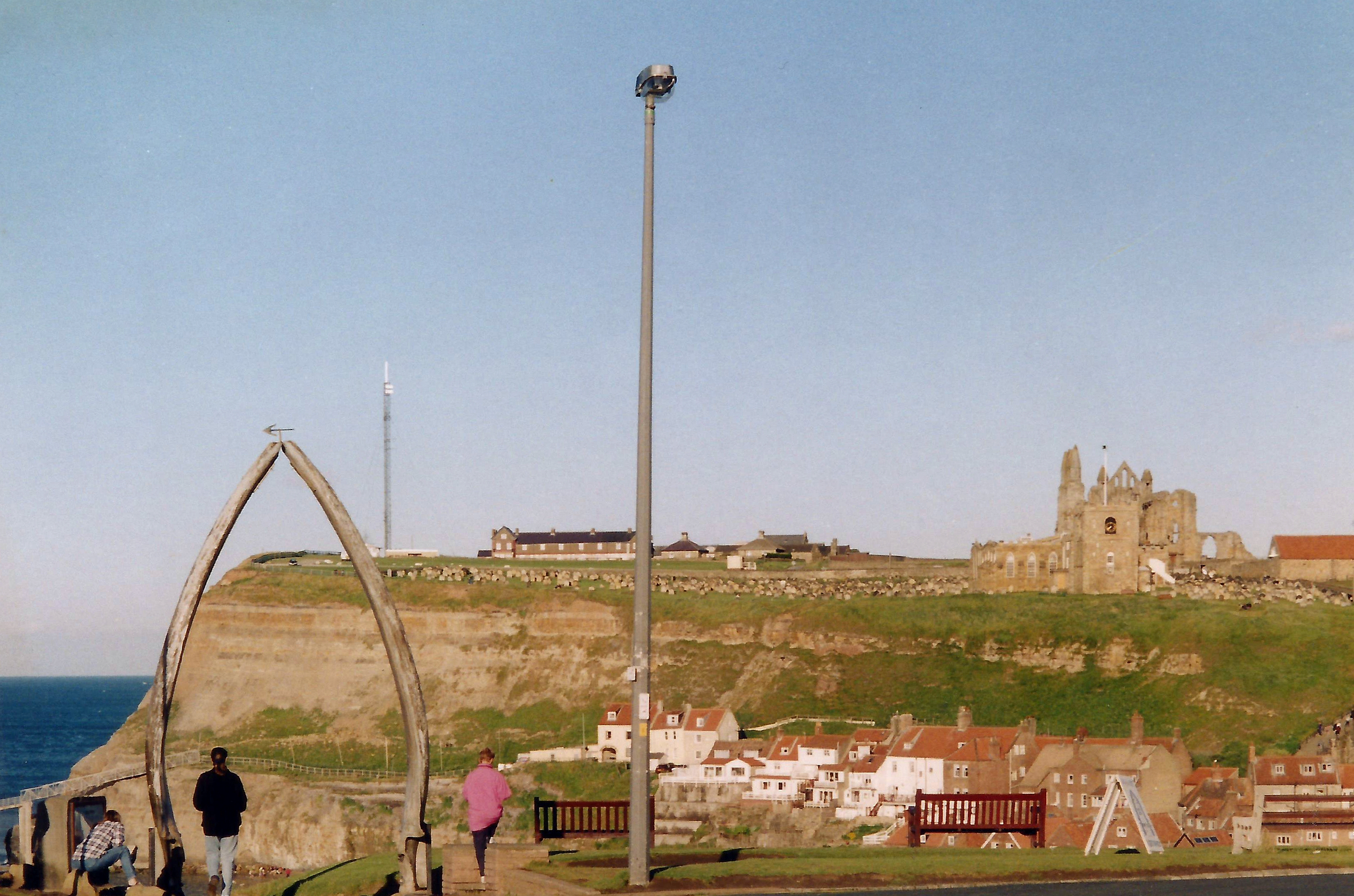
La escultura de las mandíbulas de ballena

El acantilado de poniente exhibe dos esculturas emblemáticas: una es la estatua de James Cook, quien trabajó en su juventud para unos armadores de Whitby como aprendiz en uno de los mercantes de carbón que operaban en la costa de Inglaterra; y la otra es un arco formado con los huesos de la mandíbula de una ballena, para recordar el pasado de Whitby como parte de la industria ballenera. En la actualidad, el arco que se halla al aire libre en el acantilado es un segundo modelado. El original, mucho más grande, se conserva formando parte del fondo del Museo del Patrimonio Local (Heritage Centre).

### Museos
Whitby cuenta con un museo de ciencias, el de Historia local (Heritage Centre) y un museo dedicado a la figura literaria de Drácula.
El Heritage Centre, que guarda la colección de azabaches y el original de la escultura de las mandíbulas de ballena, exhibe también una de las llamadas "manos de gloria": se trata de la mano de un ahorcado disecada y conservada en salmuera, normalmente la mano del crimen si se trataba de un homicidio, o si no, la izquierda (la "siniestra"). Decían que si se hacía una vela empleando como uno de los ingredientes la grasa obtenida del cuerpo de un malhechor ahorcado o del dedo de un niño nacido muerto y se ponía la vela en la mano de gloria, quedaría paralizado todo aquel a quien se le mostrase la mano. Debido a esta creencia, algunos ladrones la empleaban como alumbrado al entrar en casa ajena. En el siglo XVII, varias embarazadas fueron muertas por ladrones para fabricar tales velas y luego emplearlas como mano de gloria. Cuenta la leyenda que la mano de gloria más poderosa de todas, la Sigillum Emeth, fue obra de John Dee, y se perdió tras la muerte de este.

### Centros de enseñanza
- Escuelas públicas:

- Enseñanza primaria:

- St Hilda's Roman Catholic Primary School.
- Stakesby Community Primary School.
- West Cliff Primary School.
- Airy Hill Community Primary School.
- East Whitby Community Primary School.

- Enseñanza secundaria:

- Eskdale School.
- Caedmon School.

- Institutos de enseñanza secundaria de carácter especial:

- Whitby Community College. En el Reino Unido, un Community College, además de cubrir los programas generales de enseñanza, ofrece formación especial en algún campo concreto o en varios, o bien educación para adultos. El de Whitby ha desarrollado recientemente las especialidades de tecnología y diseño. Se le asignó la nominación de instituto especial en septiembre de 2002.

- Escuelas privadas:

- Fyling Hall School.
- Existió hasta hace poco la Functional English Christian Language School. Esta escuela fue demolida en 2008. En el terreno se han construido viviendas.

## Acontecimientos locales

### La cerca de perra chica
"Penny Hedge" ("La cerca de perra chica"): Cuenta la leyenda que una vez, en 1159, tres cazadores perseguían un jabalí cerca de Whitby, y el jabalí se metió en una ermita que había en Eskdaleside. El ermitaño cerró las puertas en las narices de los perros, y los cazadores lo mataron. Antes de morir, el ermitaño dijo que perdonaría a sus verdugos si éstos accedían a someterse a una penitencia y a que sus descendientes se sometieran a ella también. Sería el abad de Whitby quien impusiera esa penitencia, que siguen cumpliendo hoy en día quienes habitan en la tierra que perteneció a ese abad.
Todos los años, la víspera del Día de la Ascensión, los penitentes tienen que construir en la costa de Whitby una pequeña empalizada con estacas entrelazadas que sea capaz de soportar tres mareas. Las instrucciones del abad (o del ermitaño tal vez) especificaban que el trabajo había de hacerse empleando un cuchillo "del precio de un penique".
La cerca de perra chica es un elemento importante de la trama de la novela "The Whitby Child", de Robin Jarvis.

### Las regatas
En agosto, durante tres días de fin de semana, se celebran las regatas de Whitby. Hay tres equipos rivales: Whitby Friendship ARC (el de la Amistad), Whitby Fishermen's ARC (el de los Pescadores) y Scarborough ARC. 
Aunque sigue siendo principal en la fiesta, a la actividad del remo, que en origen era la única, se le han ido añadiendo otras celebraciones, como una vasta feria a lo largo del muelle, exhibiciones policiales, fuegos artificiales y despliegues militares. Entre estos últimos se pueden ver los juegos de aviación del grupo acrobático Red Arrows, siempre que haga buen tiempo.

### La Semana Tradicional
Durante más de cuatro décadas, se ha celebrado la Semana Tradicional de Whitby (Whitby Folk Week), con unos 600 acontecimientos celebrados en diferentes lugares.

### El Fin de Semana Gótico
Dos veces al año, se celebra el Fin de Semana Gótico de Whitby (Whitby Gothic Weekend), festival que congrega a muchos integrantes de la subcultura gótica.

### El festival de Whitby
Hay también un festival anual de música en directo en el Whitby Pavillion, ideado en su origen por el músico local Mark Liddell y que se celebró por primera vez en 1991: el "Whitby Hoy" ("Whitby Now").

## Miscelánea
En Whitby tiene mucha tradición la venta de pescado fresco. Han surgido muchos negocios que ofrecen el tradicional pescado frito rebozado con tiras de patata (fish and chips). Entre ellos, el Magpie Cafe ha sido descrito por Rick Stein como el mejor de Inglaterra.
Natural de Whitby es Betty Schofield, la cantante de jazz que se hizo famosa con las canciones "Burn" y "Crazy Dance"; a menudo actúa en el local nocturno RAW.
La ciudad de Whitby recibió en 2006 el premio de la revista "Which? Holiday" a la mejor estación balnearia.

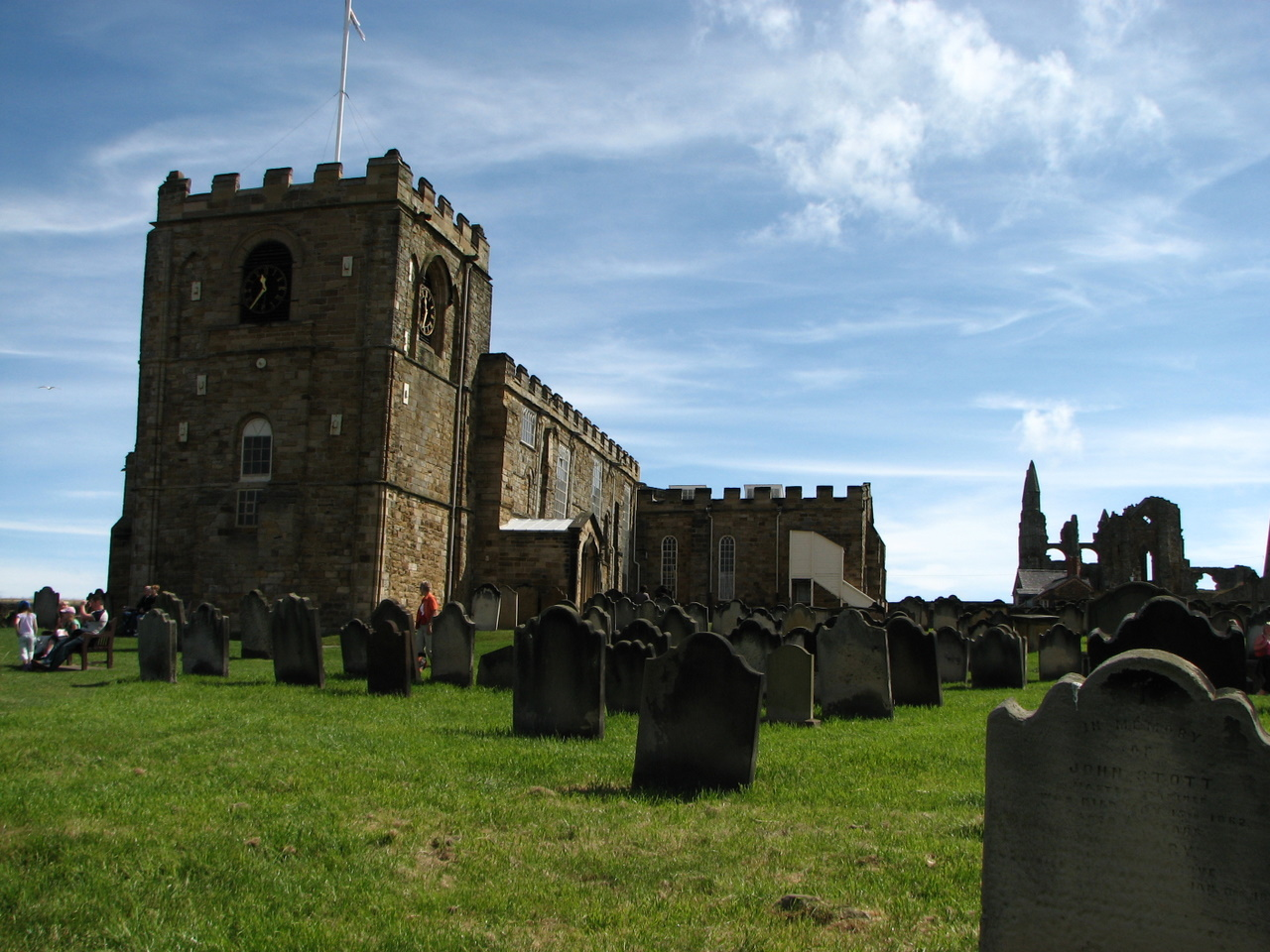
La iglesia de Santa María
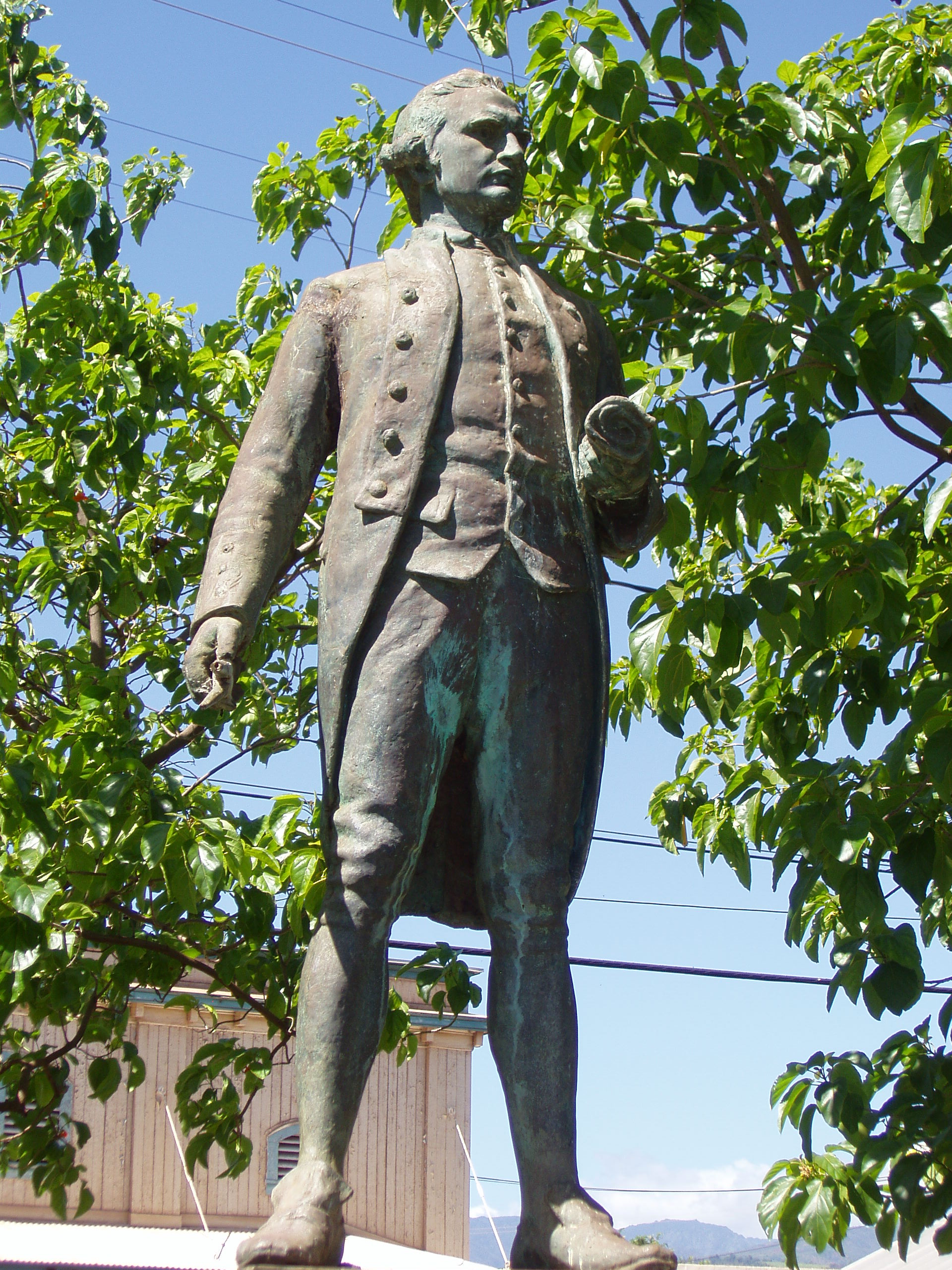
Estatua de James Cook en Waimea, en la isla de Kauai (Hawái)
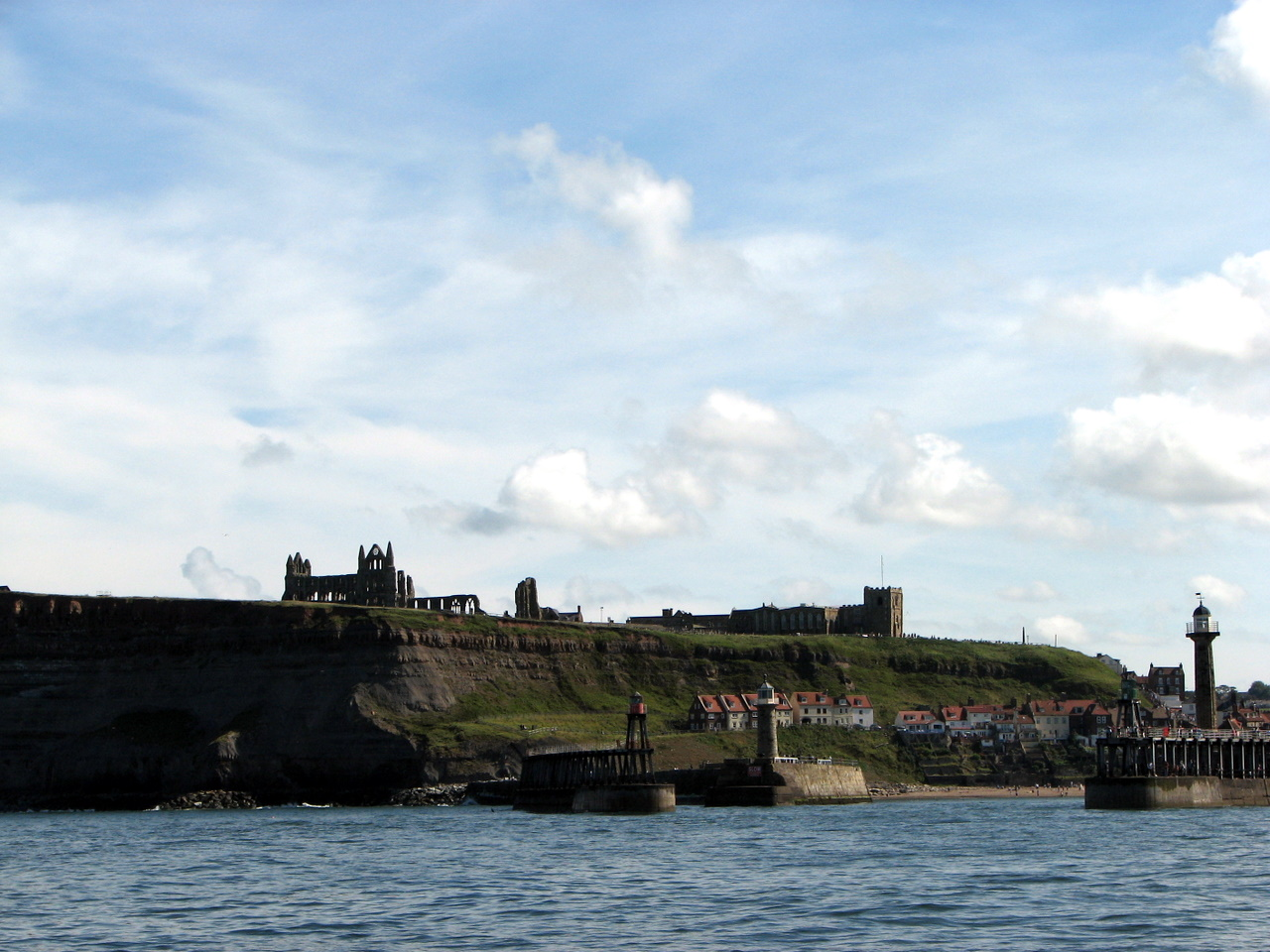
El muelle y el acantilado de Levante
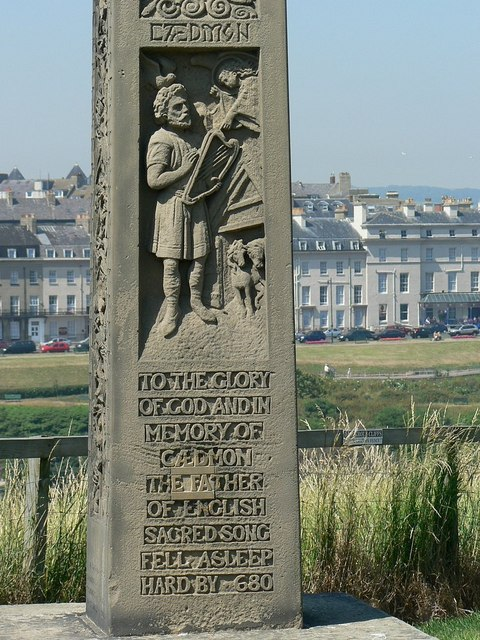
Monumento a Cædmon
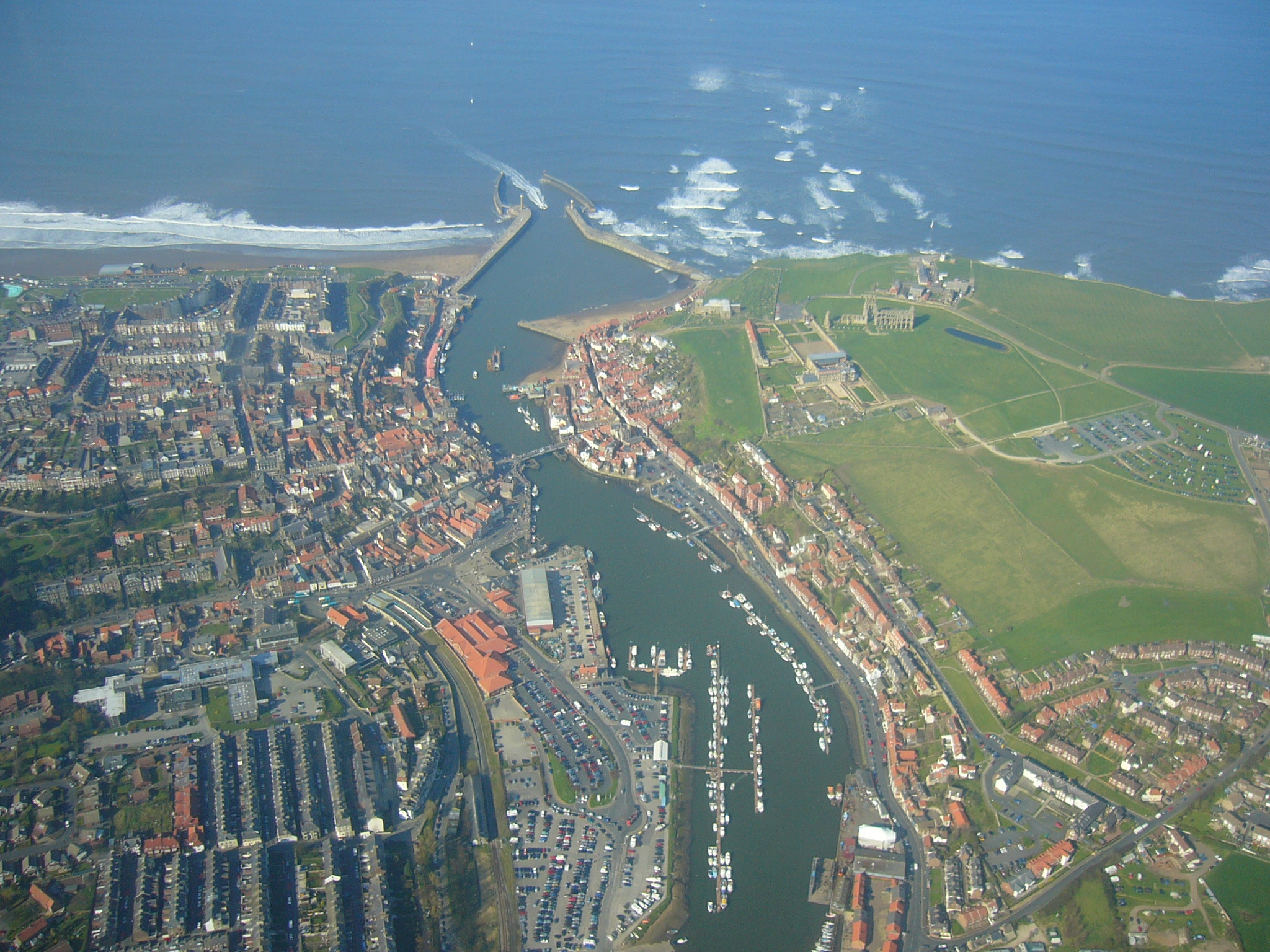
Vista aérea de Whitby
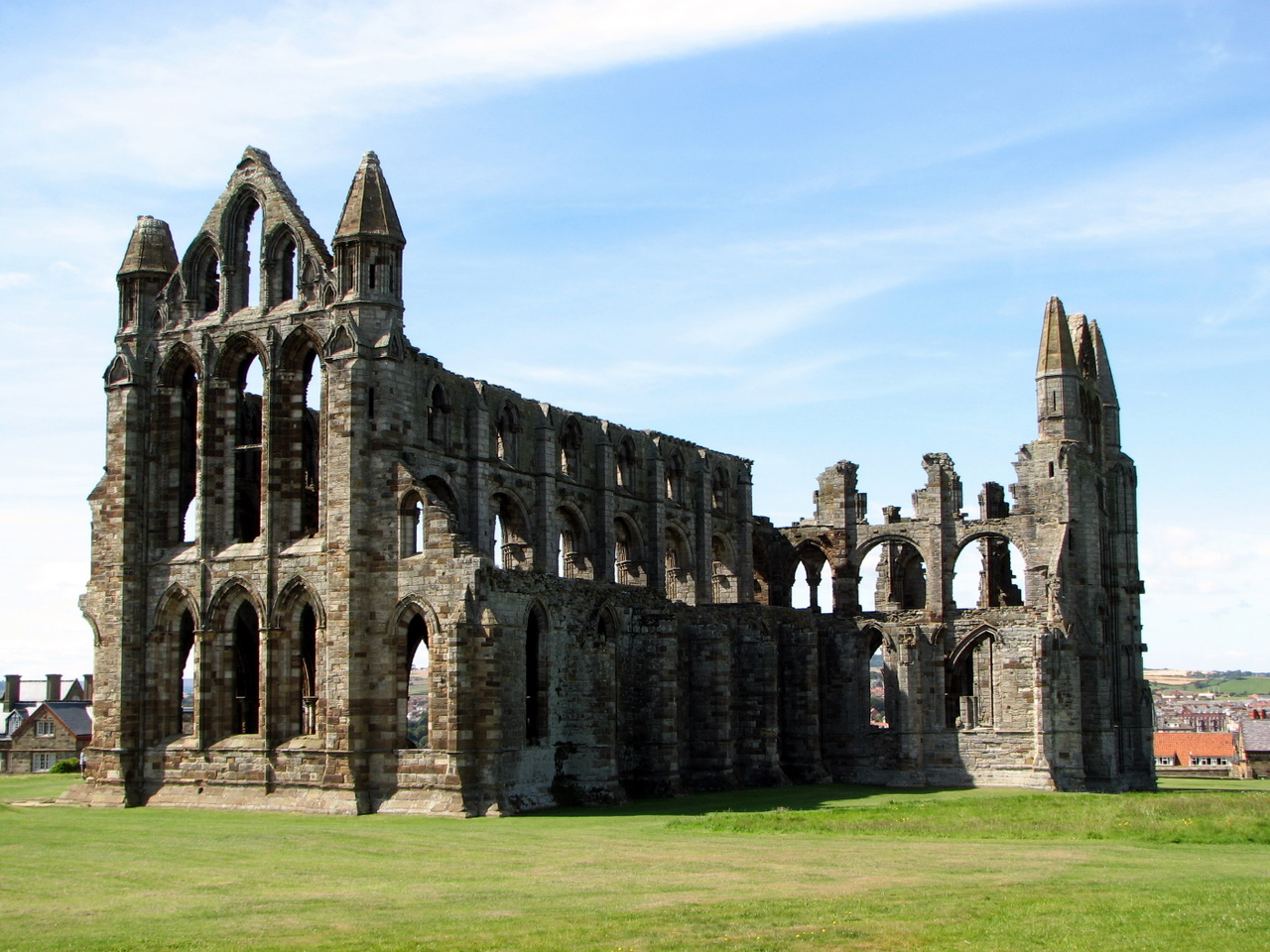
Abadía de Whitby
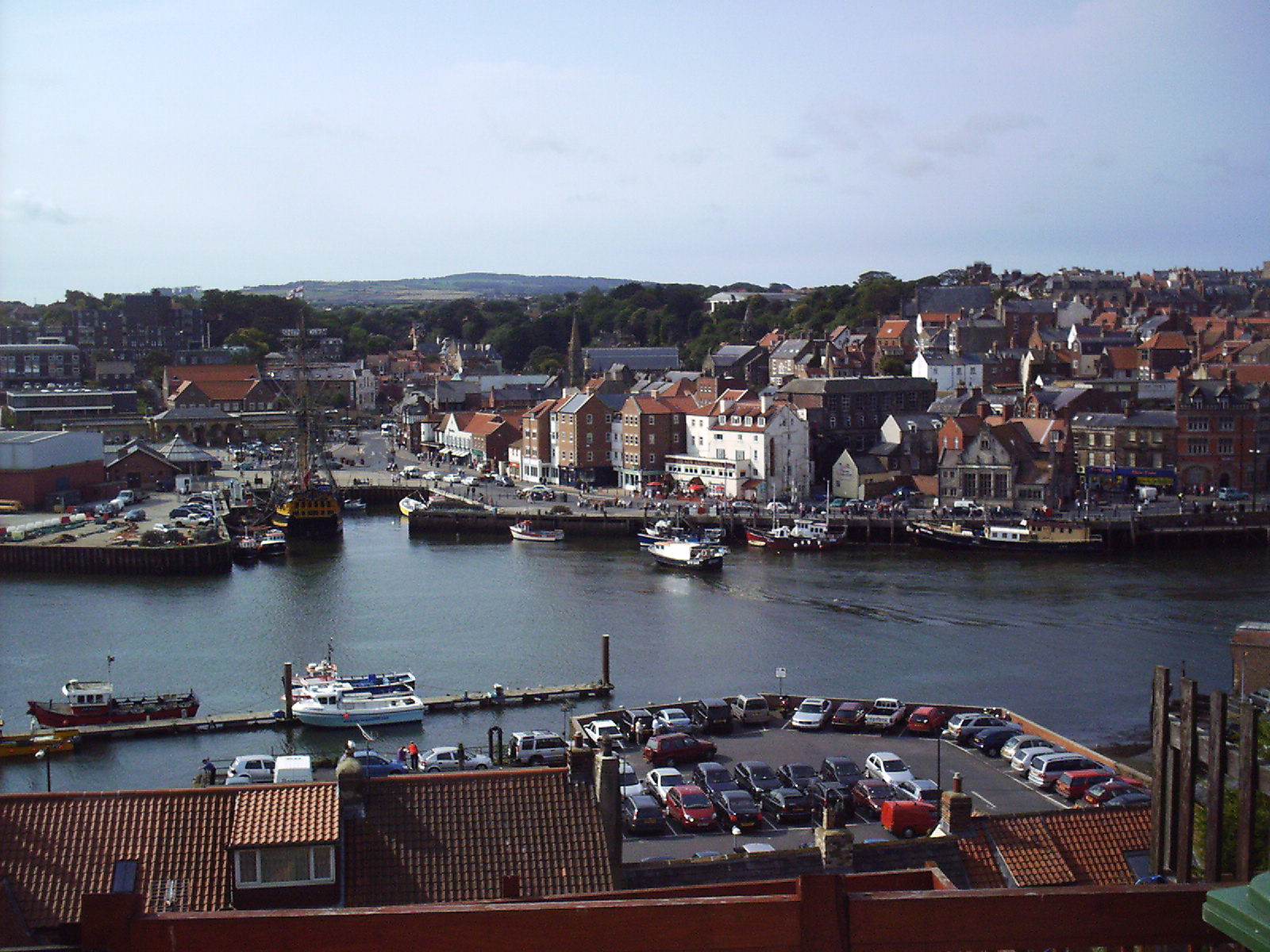
El acantilado de Poniente visto desde el acantilado de Levante
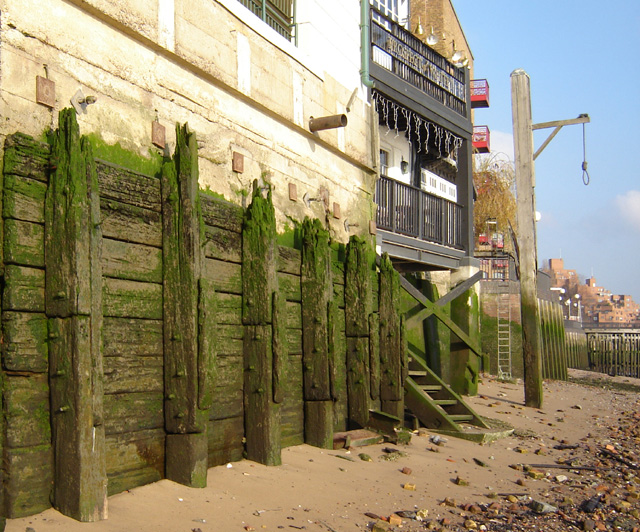
Bajamar
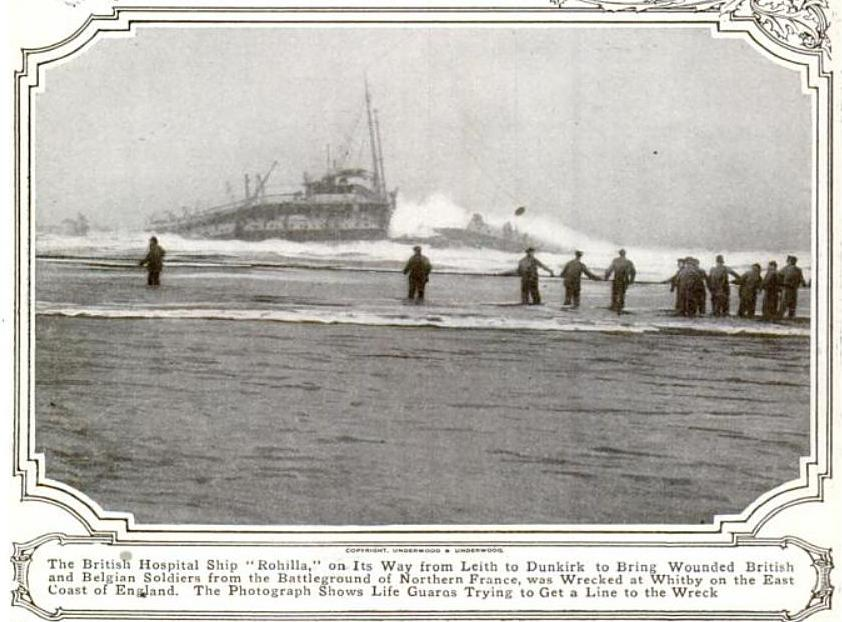
El naufragio del barco hospital Rohilla

## Ciudades hermanadas
Algunas ciudades hermanadas con Whitby son:
- Anchorage, Alaska, Estados Unidos.
- Stanley, Malasia.
- Whitby, Ontario, Canadá.
- Nukualofa, Tonga.
- Condado de Kauai, Hawái, Estados Unidos.
- Porirua, Nueva Zelanda.
- Puerto Argentino/Stanley, Islas Malvinas.